# Tampin
Tampin (o Tamping) és un estat de Negeri Sembilan, el de fundació més recent, situat a la part sud del país a la frontera amb Malaca (al nord de l'antic estat de Naning). La capital és la ciutat de Tampin. El seu sobirà porta el títol de Tunku Besar Tampin. L'estat fou fundat el 1832 quan Naning fou annexionat pels britànics i unit a Malaca. Fins aleshores depenia de Rembau però el 1832, després de la guerra de Naning, Raja Ali va passar a governar Sri Menanti i va deixar la part de Rembau sota control reial al seu gendre Syed Shaaban. Això va impulsar al senyor de Tampin, que considerava que Syed Shaaban no hi tenia dret, a revoltar-se. El 1834 va esclatar obertament la lluita que va acabar quan Raja Ali i Syed Shaaban van abandonar Rembau, i van reconèixer el territori de Tampin com independent de Rembau, sota Raja Ali, sent governat després per Syed Shaaban; el sobirà de Tampin va agafar el 1883 el títol de Tunku Besar Tampin. Fou posat sota protectorat britànic el 1888.
L'11 de maç de 1889 el governador dels Establiments dels Estrets, Sir Cecil Smith, va tenir una trobada amb els governants de Jelebu, Sungai Ujong, Rembau, Sri Menanti i Tampin amb el propòsit d'unir aquests estats en una federació per una millor administració. Tampin, Rembau i Sri Menanti hi van estar d'acord i la nova federació va acceptar a Martin Lister com a primer resident. Jelebu i Sungai Ujong no s'hi van adherir fins a l'1 de gener de 1895.
El 1957 la Federació Malaia va aconseguir la independència. Tampin fou convertit modernament en districte administratiu i hauria absorbit l'estat de Gemas o Gemes (que s'havia format per la unió dels estats de Jelai i de Gemencheh). És un dels sis estats que subsisteix encara.

## Llista de sobirans
- Raja Ali bin Daeng Alampaki 1832 - 1856
- Saiyid Shaaban ibni Saiyid Ibrahim al-Qadri 1856 - 1872
- Saiyid Abdul Hamid ibni Saiyid Shaaban al-Qadri 1872 - 1894
- Saiyid Dewa ibni Saiyid Abdul Hamid al-Qadri 1894-?
- Saiyid Akil ibni Saiyid Dewa al-Qadri 19? - abans de 1920
- Saiyid Muhammad ibni Saiyid Dewa al-Qadri vers 1919 - 1929
- Saiyid Idris ibni Saiyid Muhammad al-Qadri 1929 -2005 (nascut 1927)
- Sharifah Leng bint Saiyid Abdul Hamid, reina regent 1929 - 1945
- Saiyid Razman ibni Saiyid Idris al-Qadri 2005-